# Vermandois

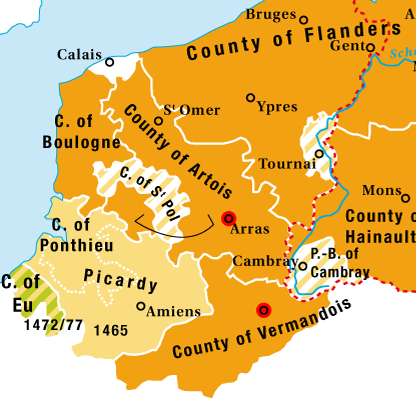
Vermandois 1465–1477

Il Vermandois è una regione storica francese divenuta poi parte della Piccardia. Al giorno d'oggi è incorporato nell'arrondissement di San Quintino e il suo centro è San Quintino.
I Conti di Vermandois furono dei Signori potenti e molto importanti ma la contea fu annessa ai domini regi alla fine del XII secolo da Re Filippo II Augusto.
Un tempo era una regione piuttosto vasta, che occupava gran parte di un vescovado, che fu all'origine della diocesi di Noyon (soppressa dopo la rivoluzione) che infatti inizialmente aveva avuto sede ad Augusta Viromanduorum, cioè l'attuale San Quintino.